# Fortidens skygge
Fortidens skygge er en dansk spillefilm fra 2012, der er instrueret af Birger Larsen efter manuskript af Morten Dragsted og Siv Rajendram.

## Handling
Psykologen Thomas Schäffer har fundet sammen med sin ekskone og beslutter at fratræde sin stilling hos politiet som 'profiler' for at vende tilbage til sit undervisningsjob på universitetet. Men som hans sidste arbejdsdag nærmer sig, dukker en voldsom sag op fra hans fortid. Som ung psykolog undlod han at tvangsindlægge en patient med psykiske krigstraumer, der manisk tegnede detaljer fra brutale mord, ulykker og andre episoder igen og igen. Da patientens tegninger pludselig eksekveres som rigtige mord, kan Thomas ikke få sig selv til at stoppe, før sagen er opklaret.

## Medvirkende
- Jakob Cedergren - Thomas Schaeffer
- Laura Bach - Katrine Ries Jensen
- Lars Mikkelsen - Magnus Bisgaard
- Simon Kvamm - Kristian Almen
- Lars Ranthe - Sørensen
- Lærke Winther - Mia Vogelsang
- Frederik Nørgaard - Stig Molbeck
- Iben Dorner - Benedicte Schaeffer
- Benjamin Brüel von Klitzing - Johan Schaeffer
- Petrine Agger - Ellen Severin